# Magda (musicienne)
Pour les articles homonymes, voir Magda.
Magda, née Magdalena Chojnacka, est une DJ et compositrice de musique électronique d'origine polonaise, présente sur la scène techno minimale.
Elle a passé son enfance à Détroit et vit désormais à Berlin. En 2005, elle signe ses premières sorties officielles sur le label de Richie Hawtin, Minus.

## Biographie

### Jeunesse
Magda est née vers 1975 en Pologne, à Zywiec. En 1984, alors qu'elle est âgée de neuf ans, ses parents émigrent aux États-Unis, au Texas, avant de finalement s'établir à Hamtramck (Michigan), où se trouve une grande partie de la communauté polonaise de Détroit, en 1986. C'est ainsi que plus tard, en 1994, elle se rend à une rave party et découvre son futur mentor, Richie Hawtin en train de mixer. C'est une révélation pour elle ; elle décide alors de s'engager dans cette voie et commence par travailler au magasin de disques Record Time. À la même période, elle convainc le bar où elle travaille d'organiser une soirée techno chaque mois ; Claude Young et Daniel Bell en sont les résidents, et ne tardent pas à lui demander d'assurer le warm-up. Sa première prestation aux platines date de 1996. En 1997, Richie Hawtin lui obtient sa première résidence.
Puis, à l'heure d'entamer des études secondaires, elle déménage à New York pour s'inscrire en graphisme. Mais rapidement, elle se rend compte que la musique est son meilleur vecteur d'expression et retourne à Détroit. Elle y rencontre enfin Richie Hawtin par l'intermédiaire d'un ami commun, puis Marc Houle. Une grande complicité naît entre eux, et elle s'installe en colocation avec lui. C'est ainsi qu'elle fait aussi la connaissance de Troy Pierce et débute la composition musicale avec Marc et lui, via le projet Run Stop Restore en 2003 sur le label de Richie Hawtin, Minus.

### 2005- 2010: premières œuvres solo
Elle sort ses premiers titres solo sous le nom de Magda en 2005, toujours sur Minus. Depuis cette date, Magda est restée plutôt discrète concernant la composition et présente une discographie peu fournie. Néanmoins, elle jouit d'une notoriété assez importante du fait de la grande renommée du label auquel elle appartient dans le milieu de la techno et plus particulièrement au sein de la scène dite « minimale ». Elle surtout bâti sa réputation sur ses DJ sets, ce qui lui a notamment permis d'être aux commandes de la 49e édition de la collection de compilations mixées Fabric, sortie en novembre 2009. Elle ne sort son premier album, From The Fallen Page, qu'en octobre 2010, lequel est plutôt bien accueilli par la critique spécialisée,.

### Items & Things
Magda crée en 2006, avec ses amis Marc Houle et Troy Pierce, le label Items & Things, sous-entité de Minus. Tous trois désireux de voler de leurs propres ailes et de se concentrer sur ce projet, ils quittent officiellement Minus en 2011. À la suite de cela, elle annonce être en train de préparer son prochain album, dont la sortie est prévue pour 2012.

## Discographie

### Albums studio
| Année | Album                | Label | Critique         |
| ----- | -------------------- | ----- | ---------------- |
| 2010  | From The Fallen Page | Minus | Resident Advisor |

### Singles et maxis
| Année | Maxi/single                                                  | Label          | Critique |
| ----- | ------------------------------------------------------------ | -------------- | -------- |
| 2005  | Stop                                                         | Minus          |          |
| 2005  | The Black Room sur la compilation Minimize To Maximize       | Minus          |          |
| 2006  | Staring Contest sur la compilation Min2MAX                   | Minus          |          |
| 2006  | Black Leather Wonder sur la compilation Spaceships And Pings | Items & Things |          |
| 2011  | Fixation sur la compilation : Down & Out Vol. 1              | Items & Things |          |

### Compilations et mixes
| Année | Album                   | Label  | Critique                    |
| ----- | ----------------------- | ------ | --------------------------- |
| 2006  | She's A Dancing Machine | Minus  | Allmusic · Resident Advisor |
| 2009  | Fabric #49              | Fabric | Resident Advisor            |